# Juan Carlos Corazzo
Juan Carlos Corazzo (Montevideo, 1907. december 14. – Montevideo, 1986. január 12.) válogatott uruguayi labdarúgó, edző.
Négy alkalommal volt szövetségi kapitánya az uruguayi válogatottnak. Irányításával részt vettek az 1962-es világbajnokságon. Legnagyobb sikerei: két aranyérem a Dél-amerikai bajnokságokról (1959 (Ecuador), 1967) 
A fia Pablo Forlán és az unokája Diego Forlán szintén válogatott labdarúgók.

## Sikerei, díjai
Uruguay
- Dél-amerikai bajnok (2): 1959 (Ecuador), 1967